# Harmsdorf (Ostholstein)
Harmsdorf ist eine Gemeinde im Kreis Ostholstein in Schleswig-Holstein. Einhaus, Güldenstein, Kayhof und Rantzaufelde liegen im Gemeindegebiet.

## Geografie und Verkehrslage
Harmsdorf liegt auf der Halbinsel Wagrien zwischen „Holsteinischer Schweiz“ und Ostseeküste, 4 km vom ländlichen Zentralort Lensahn entfernt. Die Gemeinde liegt in 6 km Entfernung zu dem Autobahnanschluss Lensahn (BAB 1/E 47) und wird von der Landesstraße L258 (Lensahn – Kaköhl) durchquert. Die Umgebung von Harmsdorf ist geprägt von den typischen Knicks und sanften Hügeln Ostholsteins, die das Landschaftsbild dieser Region auszeichnen. Der Weiberberg im Süd-Westen des Ortes ist mit 100 m die höchste Erhebung.

## Politik

### Gemeindevertretung
Die Wahl 2023 ergab folgendes Ergebnis:
| Gemeindewahl Harmsdorf 2023Wahlbeteiligung: 62,4 % 6050403020100 53,5 %36,1 %10,4 % CDUFWHSPDGewinne und Verlusteim Vergleich zu 2018 %p 10 8 6 4 2 0 −2 −4 −6 −8−10+9,0 %p−8,3 %p−0,7 %pCDUFWHSPD | Sitzverteilung in der Gemeindevertretung Harmsdorf seit 2023Insgesamt 9 Sitze - SPD: 1 - FWH: 3 - CDU: 5 |

### Bürgermeister
Langjähriger Bürgermeister ist Reinhard Schöning.

### Wappen
Das Flügelkreuz in der oberen Wappenhälfte repräsentiert die 1842 erbaute Kornwindmühle in Harmsdorf. Die Sterne repräsentieren Harmsdorf (großer Stern) mit den drei Ortsteilen Einhaus, Güldenstein und Kayhof. 1991 wurde an der Hauptstraße ein Wappenstein (Findling) aufgestellt.
Blasonierung: „Von Silber und Blau geteilt. Oben das rote Flügelkreuz einer Windmühle, unten ein sechsstrahliger goldener Stern, begleitet von drei gleichartigen, kleineren Sternen in der Stellung 2 : 1.“

## Vereine und Verbände
Der Harmsdorfer Sportverein von 1925 e. V. betreibt die Sparten Fußball, Sportgymnastik und Tischtennis. Er nutzt zwei Fußballplätze und ein Sportlerheim, welche sich teilweise in Gemeindebesitz befinden. Die Schützen- und Totengilde von 1832 betreibt einen Schießstand und richtet jährlich ein Königsschießen aus. Die Freiwillige Feuerwehr Harmsdorf besitzt ein Feuerwehrhaus und betreibt ihre Jugendfeuerwehr. Zum 31. Dezember 2016 wurde die Freiwillige Feuerwehr Güldenstein aufgelöst und in die Harmsdorfer Wehr überführt, die nun die zusätzliche Bezeichnung Gemeindefeuerwehr Harmsdorf trägt. Regelmäßige Blutspendetermine organisiert der DRK-Ortsverein Harmsdorf, der ebenso wie die anderen Vereine auf eine jahrzehntelange Tradition zurückblicken kann.
Den Vereinen der Gemeinde Harmsdorf steht mit dem Dörpshus der kulturelle Dorfmittelpunkt für ihre Veranstaltungen zur Verfügung, der auch von Privatpersonen genutzt werden kann.

## Wirtschaft und Infrastruktur
Nachdem die Wasserversorgungsgenossenschaft Harmsdorf eG seit 1962 für die zentrale Trinkwasserversorgung der Gemeinde zuständig war, ging dies 2014 auf den Zweckverband Ostholstein über, der auch die Abfallentsorgung und Gasversorgung wahrnimmt. Stromnetzbetreiber ist die SH Netz AG, die Abwasserentsorgung übernimmt die Gemeinde selber. Im Dorf bestehen verschiedene Handwerksbetriebe.
Vollerwerbsbauernhöfe existieren im Dorf Harmsdorf nicht mehr, sondern nur noch in den Ortsteilen Kayhof, Einhaus und Güldenstein.
Seit Dezember 2016 sind die Telefonverteilerkästen in Harmsdorf über Glasfaser angeschlossen. Mehrere Telekom-Dienstleister bieten darüber Internet und Mediendienste in VDSL-Technik mit einer Download-Geschwindigkeit bis zu 100 MBit/s an. Seit 2020 werden Glasfasern im gesamten Ort verlegt, sodass an den einzelnen Anschlüssen dann bis zu 1000 MBit/s anliegen können.
Die Kindertagesstätte wird von zwei selbständigen Erzieherinnen betrieben, die die Räumlichkeiten des früheren Harmsdorfer Kindergartens nutzen.

## Geschichte
Harmsdorf bedeutet „Dorf des Hermann“ und wurde 1340 erstmals erwähnt. 1767 bis 1771 wurde, wie im ganzen Norden, die mittelalterliche Dreifelderwirtschaft mit Allmende aufgegeben und die Felder verkoppelt. Dabei sind zur Feldbegrenzung die typisch norddeutschen Knicks entstanden. 1842 wurde eine Kornwindmühle erbaut, die 1914 stillgelegt und 1919 abgebrochen wurde. Ab 1845 unterrichtete der erste ausgebildete Lehrer im Harmsdorfer Schulgebäude. Bis dahin wurden, wie damals häufig in den Dörfern üblich, ehemalige Soldaten und Handwerker als Lehrkräfte eingestellt. 1910 bekam Harmsdorf einen Stromanschluss. Im Jahre 1929 wurde die Gemeinde selbständig, nachdem sie bis dahin zum Gut Güldenstein gehörte. Im Jahre 1967 wurde die St. Johannes Kapelle eingeweiht, die zur Evangelisch-Lutherischen Kirchengemeinde Hansühn gehört.

## Sehenswertes und Tourismus

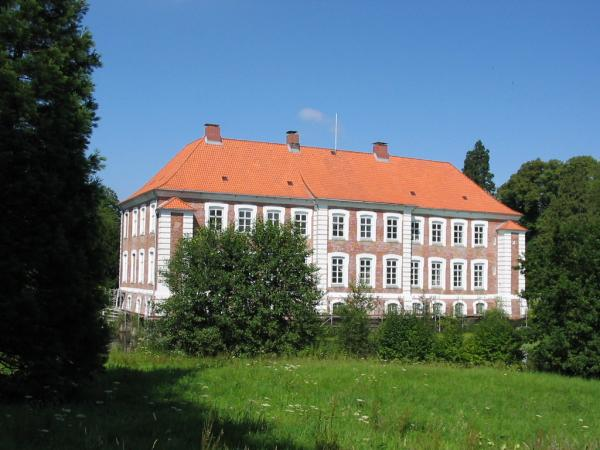
Herrenhaus Güldenstein

Im Ortsteil Güldenstein befindet sich das gleichnamige Gut. Mit dem Bau des Herrenhauses wurde 1726 begonnen. Es liegt auf einer ovalen Insel und ist von einem Wassergraben umgeben. Besitzer ist heute das Haus Oldenburg. Die Gutsinsel, deren Betreten nicht gestattet ist, ist von einer parkähnlichen Anlage mit einem Wanderweg umgeben, an dessen Rand u. a. eine als Naturdenkmal gekennzeichnete monumentale 400-jährige Eiche steht.
An der Hauptstraße in Harmsdorf liegen mehrere restaurierte Reetdach-Katen, einige in Fachwerkbauweise. Auch das ehemalige Schulhaus von 1844 in einem alten Klinkerbau ist noch erhalten.
Vor dem ehemaligen Schulhaus direkt an der Hauptstraße wurde nach dem Ersten Weltkrieg ein Ehrenmal für die gefallenen Soldaten errichtet und eine Eiche gepflanzt. An der St. Johannes Kapelle wurden Ende der 60er Jahre Tafeln mit den Namen der im Zweiten Weltkrieg verstorbenen Soldaten angebracht.
Ebenso an der Durchgangsstraße befindet sich die alte Schinkenräucherei der Familie Braasch, die in einem ehemaligen Fachwerk-Bauernhaus mit Reetdach von 1663 noch heute das alte Handwerk betreibt. Viele stumme Zeitzeugen, wie Einrichtungsgegenstände, Hausrat und Werkzeuge sind hier museumsartig zusammengetragen. Es finden während der Ladenöffnungszeiten täglich kostenfreie Besichtigungen statt.

Harmsdorf ist Knotenpunkt von ausgeschilderten Radwanderwegen, die die Zentralorte Oldenburg i. H., Lensahn und die Nachbargemeinden Hansühn und Schönwalde miteinander verbinden. Ein separater Radweg existiert allerdings nur zwischen Harmsdorf und Lensahn.

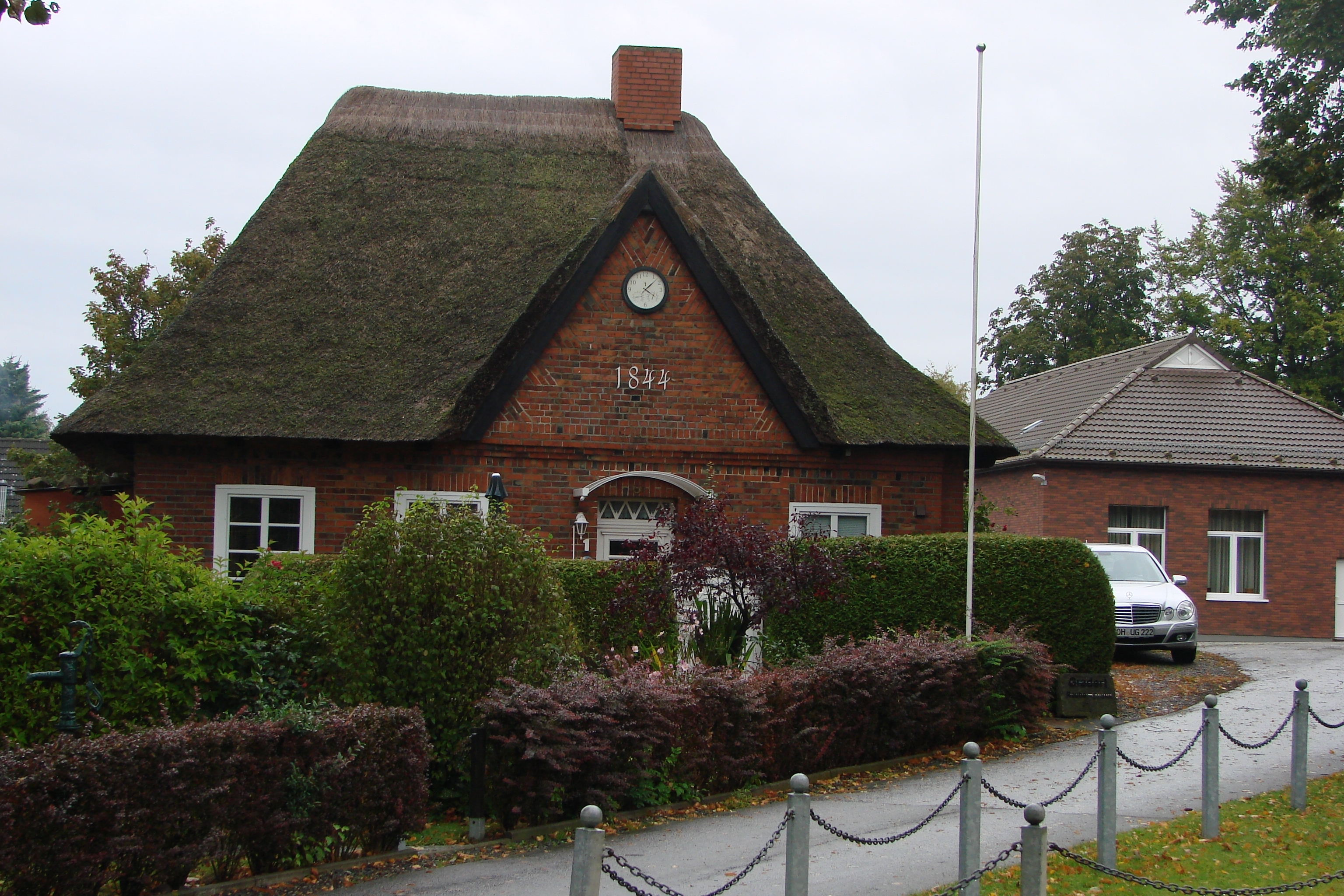
Ehemalige Dorfschule
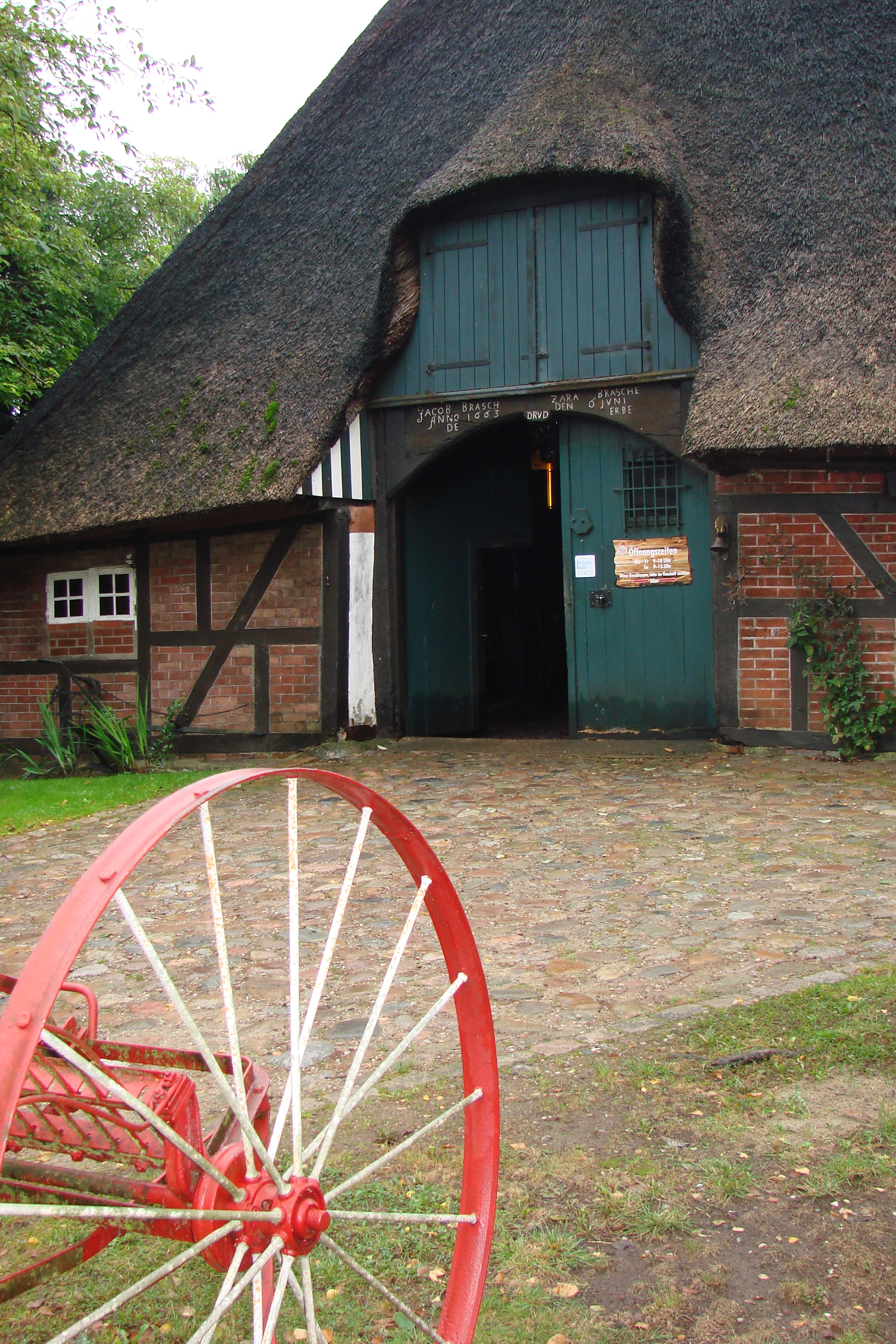
Schinkenmuseum und Räucherei
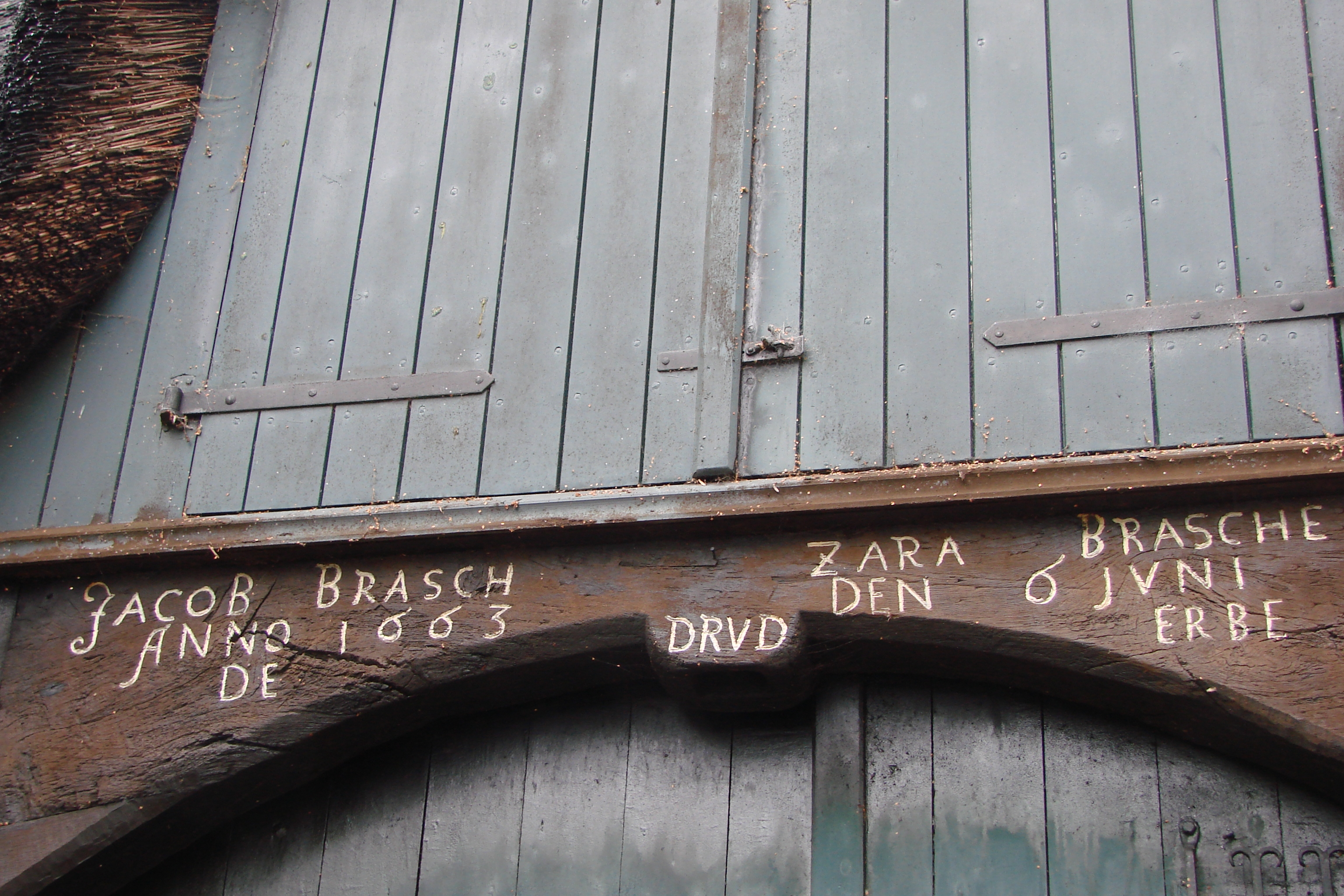
Inschrift im Türrahmen des Schinkenmuseums

## Persönlichkeiten
- Werner Carstens (1899–1948), Historiker und Archivar